# Pomoc psychologiczna
Pojęcie pomocy psychologicznej pojawiło się w literaturze specjalistycznej w latach '80 XX w. i wiązało się z powstaniem nowych form praktycznego działania psychologów. Pojęcie to obejmuje szeroki zakres działań psychologicznych:
- promocja zdrowia - działania nastawione na rozwój cech, które sprzyjają  kształtowaniu i zachowaniu zdrowia
- prewencja - zapobieganie patologii
- poradnictwo psychologiczne - pomoc w rozwiązywaniu kryzysów rozwojowych
- interwencja kryzysowa - pomoc w rozwiązywaniu sytuacji traumatycznych i kryzysowych
- psychoterapia, resocjalizacja - pomoc w zmniejszeniu i usunięciu zaburzeń emocjonalnych

Promocja zdrowia jest to proces umożliwiający każdemu człowiekowi zwiększenie oddziaływania na własne zdrowie w sensie jego poprawy i utrzymania. Udział psychologii w promocji zdrowia to zespół działań profesjonalnych psychologów, których celem jest kształtowanie i utrwalenie zachowań potrzebnych do rozwoju i utrzymania zdrowia jednostki. Można wyróżnić dwie możliwości  wykorzystania psychologii w realizowaniu zadań promocji zdrowia:
1. Upowszechnianie wiedzy psychologicznej - tę formę działalności można najogólniej określić jako edukacyjną. Nowoczesna wiedza psychologiczna powinna być upowszechniana wśród pracowników zawodów medycznych, nauczycieli, organizatorów życia społecznego, dziennikarzy, czyli u wszystkich osób, których zadania zawodowe polegają między innymi na kształtowaniu zachowań w procesie wychowania, edukacji i leczenia. Działania polegające na podnoszeniu jakości życia i umacniające dobrostan psychiczny uznawane są za najistotniejsze dla promocji zdrowia.
2. Udział psychologów w promocji zdrowia - psychologowie biorą udział w tworzeniu i realizowaniu programów nastawionych na edukację zdrowotną i wspomaganie rozwoju. Są to programy mające na celu uczenie takich umiejętności jak nawiązywanie i utrzymywanie relacji z innymi, radzenia sobie ze stresem, rozwiązywanie konfliktów itp. Psychologowie pełnią też coraz częściej funkcje doradców i ekspertów, działających w krajowych i lokalnych radach promocji zdrowia.

Psychologiczna prewencja jest to zespół działań, w których wykorzystuje się metody i środki psychologiczne w celu obniżenia prawdopodobieństwa wystąpienia zaburzeń w funkcjonowaniu somatycznym, psychicznym i społecznym. Cel ten osiąga się poprzez przeciwdziałanie czynnikom ryzyka i wzmacnianie zasobów. Prewencja może polegać na minimalizowaniu zagrożeń przez eliminowanie czynników ryzyka, które można podzielić na ryzyko sytuacyjne (stres wydarzeń), rozwojowe (okresy krytyczne w rozwoju, na przykład kryzys dorastania) oraz temperamentalne i osobowościowe. Działanie prewencyjne ma w pierwszym rzędzie przeciwdziałać pojawieniu się zaburzeń. Jest więc nastawione przede wszystkim na grupy ryzyka.
Poradnictwo psychologiczne to forma pomocy oferowana osobom zdrowym przeżywającym tak zwane kryzysy rozwojowe lub trudności przystosowawcze. Poradnictwo psychologiczne użyteczne jest w zmianach rozwojowych i nagromadzeniu się wydarzeń życiowych. Odbywa się ono w formie kilku spotkań, których głównym celem jest zidentyfikowanie problemu i poszukiwanie sposobów jego rozwiązania. Poradnictwo można podzielić na cztery fazy:
- diagnoza problemu, to znaczy zidentyfikowanie trudności z jaką osoba sobie nie radzi
- określenie czynników podtrzymujących istnienie problemu oraz trudności związanych z jego rozwiązaniem
- poszukiwanie nowych sposobów rozwiązania trudności
- wzmocnienie klienta w realizowanych przez niego zmianach

Interwencja kryzysowa jest działaniem zmierzającym do odzyskania przez osobę dotkniętą kryzysem zdolności jego samodzielnego rozwiązania. Ma charakter pomocy psychologicznej, medycznej, socjalnej lub prawnej i służy wsparciu emocjonalnemu osoby w kryzysie. Kryzys jest momentem zwrotnym, stanem, który cechuje się dużym napięciem emocjonalnym, uczuciem przerażenia, obawą przed utratą kontroli i poczuciem bezradności oraz przed różnymi formami dezorganizacji zachowania i objawami somatycznymi. Osoba przeżywająca taki stan, ze względu na ograniczenie bądź wyczerpanie własnych możliwości rozwiązania problemu, wymaga pomocy z zewnątrz.
Istnieją ośrodki interwencji kryzysowej, które działają często jako rodzaj pogotowia, są czynne przez całą dobę. Proponują one pomoc w złagodzeniu cierpienia i bezradności, w odzyskaniu sił oraz kontroli nad własnym życiem, interwencję w środowisku, fachową informację i w wyjątkowych sytuacjach czasowe schronienie. W ramach tych ośrodków działa też z reguły telefon zaufania.
Pomoc psychologiczna świadczona przez psychologa klinicznego może mieć bardzo zróżnicowane formy. Cele tej pomocy są jednak zawsze ukierunkowane na dobro osób i społeczności, na dobro związane ze zdrowiem.